# Sport-Woche
Das Magazin Sport-Woche war eine seit dem 8. Februar 1999 bis 4. August 2015 erscheinende österreichische Sportzeitschrift. Sie erschien jeden Dienstag und kostete 2,00 Euro. Sie war mit einer wöchentlichen Druckauflage laut Österreichischer Auflagenkontrolle (2014) von rund 52.000 Exemplaren und 122.00 Leser lt. Arbeitsgemeinschaft Media-Analysen die größte Sportzeitschrift Österreichs. Das Magazin erschien im Sportmagazin Verlag, einem Konzernunternehmen der Styria Multi Media Men GmbH & Co KG.
Die Sport-Woche bot ein umfassendes Angebot von Beiträgen zu nahezu allen populären und bekannten Sportarten. Außerdem gab es in jeder Ausgabe einen 1–3 Seiten langen Teil über Autos.

Mehrfach erschien ein zusätzlicher Wettguide, in dem unter anderem über Quoten von Wettanbietern für verschiedene Sportereignisse, Neuigkeiten aus der Wettbranche und verschiedene Wettfirmen berichtet wurde. Im Sport-Woche-Jahresabo war neben der wöchentlich erscheinenden Sport-Woche auch der ÖFB Corner enthalten.

## Hommage
Im Jahr 2017 kaufte der Wiener Medienunternehmer Christian Drastil („Börse Social Network“, „boersenradio.at“, „Runplugged.com“) von der Styria Archiv, Markenrechte Wort & Bild an der Sport-Woche und hat das Patent erneuert. Seit dem Jahr 2020 wird unter sportgeschichte.at rund um die Sport-Woche ein österreichisches Sportarchiv aufgebaut, dazu gibt es aber auch Coverposter zum aktuellen Sportgeschehen. Ein Inputgeber dabei ist Ex-ORF-Sportchef Hans Huber.

## Redaktion und Geschäftsführung
Geschäftsführer der Sport-Woche waren Christoph Loidl, Thomas Leskoschek und Christian Burgstaller. Die Chefredakteure waren Gerald Enzinger (Motorsport, Fußball) und Manfred Behr (Ski Alpin, Olympische Spiele, Doping), die Fußballredaktion bestand aus Toni Huemer, Tom Hofer, Markus Geisler, Christoph König, Willi Jelen und Alex Klein. Weitere Redakteure waren Thomas Haider (Tennis, Rad, Ski Alpin Damen), Sven Haidinger (Motorsport), Markus Krautberger (Korrespondent Westösterreich), Stefan Schnittka (Eishockey, Handball, Basketball, Golf, US-Sport) und Fabian Steiner (Auto).